# AEG-lagevloertram

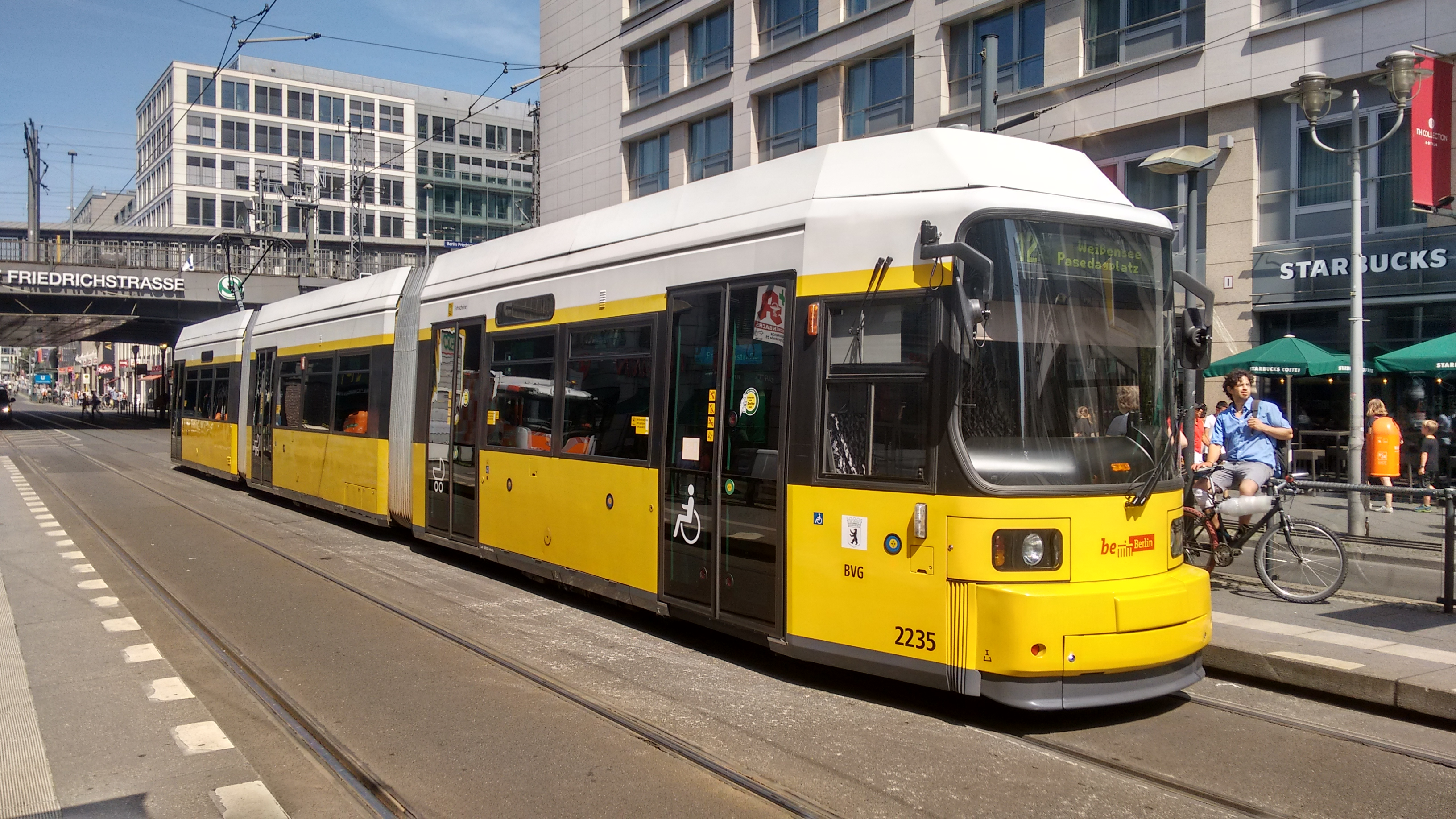
AEG-lagevloertram in Berlijn

De AEG-lagevloertram was in 1990 's werelds eerste lagevloertram met een lage vloer over de gehele lengte. Dit type tram heeft wagenbakken die direct met elkaar verbonden zijn.
De normaalsporige versie kreeg aanduiding als GT6N of GT8N en de metersporige versie wordt GT6M genoemd. GT staat hierbij voor Gelenktriebwagen (=geleed motorrijtuig). Het cijfer voor het aantal assen en de letter voor de spoorwijdte (N=normaalspoor, M=meterspoor en S=1100 mm-smalspoor in Braunschweig).

## Ontwikkeling en levering

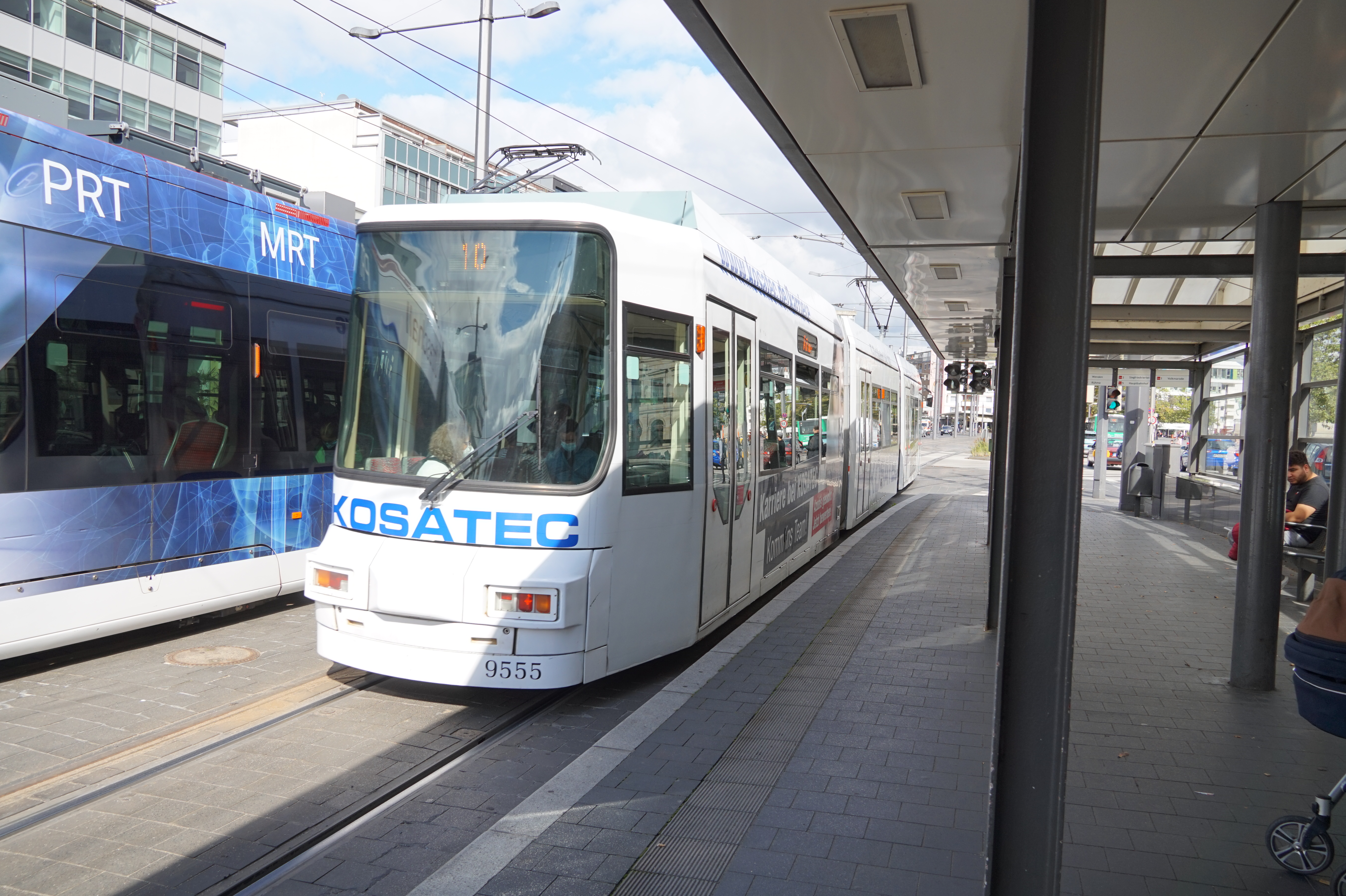
AEG-lagevloertram in Braunschweig

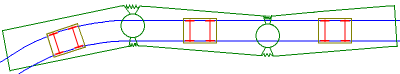
AEG-lagevloertram in een boog

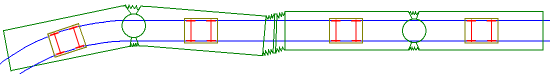
AEG-lagevloertram van de tweede generatie in een boog

Deze tram werd ontwikkeld door MAN voor het stadsvervoerbedrijf van Bremen. Het prototype, tramstel 3801, werd op 9 februari 1990 aan het publiek getoond. De 3801 heeft in de periode 1991-1993 in veel Europese steden proefgereden (waaronder in Amsterdam in mei 1993). Tien Duitse steden hebben trams van dit type gekocht bij AEG (later Adtranz) die de raildivisie van MAN in 1990 had overgenomen. In 1993 werd de eerste metersporige AEG-lagevloertram aan het stadsvervoerbedrijf van Augsburg geleverd. De AEG-lagevloertrams werden aanvankelijk alleen gebouwd in Neurenberg in de voormalige MAN-fabriek. Later kwam daar Hennigsdorf (bij Berlijn) als tweede productieplaats bij. Ook in Japan zijn de exemplaren voor de Japanse markt geassembleerd.

### Levering
Er zijn in totaal 460 trams gebouwd voor de stadsvervoerbedrijven van Augsburg (12), Berlijn (150), Braunschweig (12), Bremen (79), Frankfurt an der Oder (8), Jena (33), Kumamoto (5), Mainz (16), München (73 en 20 van de tweede generatie), Neurenberg (14 en 26 van de tweede generatie) en Zwickau (12). Op het kleine tramnet in de Zweedse stad Norrköping hebben vier tweedehands AEG-trams dienst gedaan: het gaat om het prototype uit Bremen (tram 3801) en drie wagens uit München. Vanaf 1997 zijn er aan verschillende Japanse steden trams geleverd, de grootste serie van 17 stuks aan de tram van Utsunomiya vanaf 2021. In totaal gaat het om 29 stuks tweedelige en 20 stuks driedelige trams. De eerste kregen dezelfde fronten als in Berlijn, de meeste echter het kopontwerp van de Incentro.
Toen Bombardier Transportation in 2001 Adtranz heeft gekocht, is de AEG-lagevloertram uit de catalogus geschrapt. Tot 2003 heeft Bombardier nog wel vervolgseries gebouwd voor Berlijn en Jena.

### Karakteristiek
De AEG-lagevloertram bestaat uit twee, drie of vier wagenbakken die ongeveer dezelfde lengte hebben. Onder iedere wagenbak zit een tweeassig draaistel dat door de lage vloer maar een beperkte ruimte heeft om te kunnen draaien. Een van de twee assen wordt aangedreven door een elektromotor die via een cardanas met het draaistel verbonden is. Karakteristiek aan dit trammaterieel is het slingeren van de wagenbakken bij het in- en uitrijden van een boog. Dit gebeurt als de voorste of achterste wagenbak door een boog rijdt en de andere twee bakken (op het rechte spoor) meesleept in zijn beweging. 

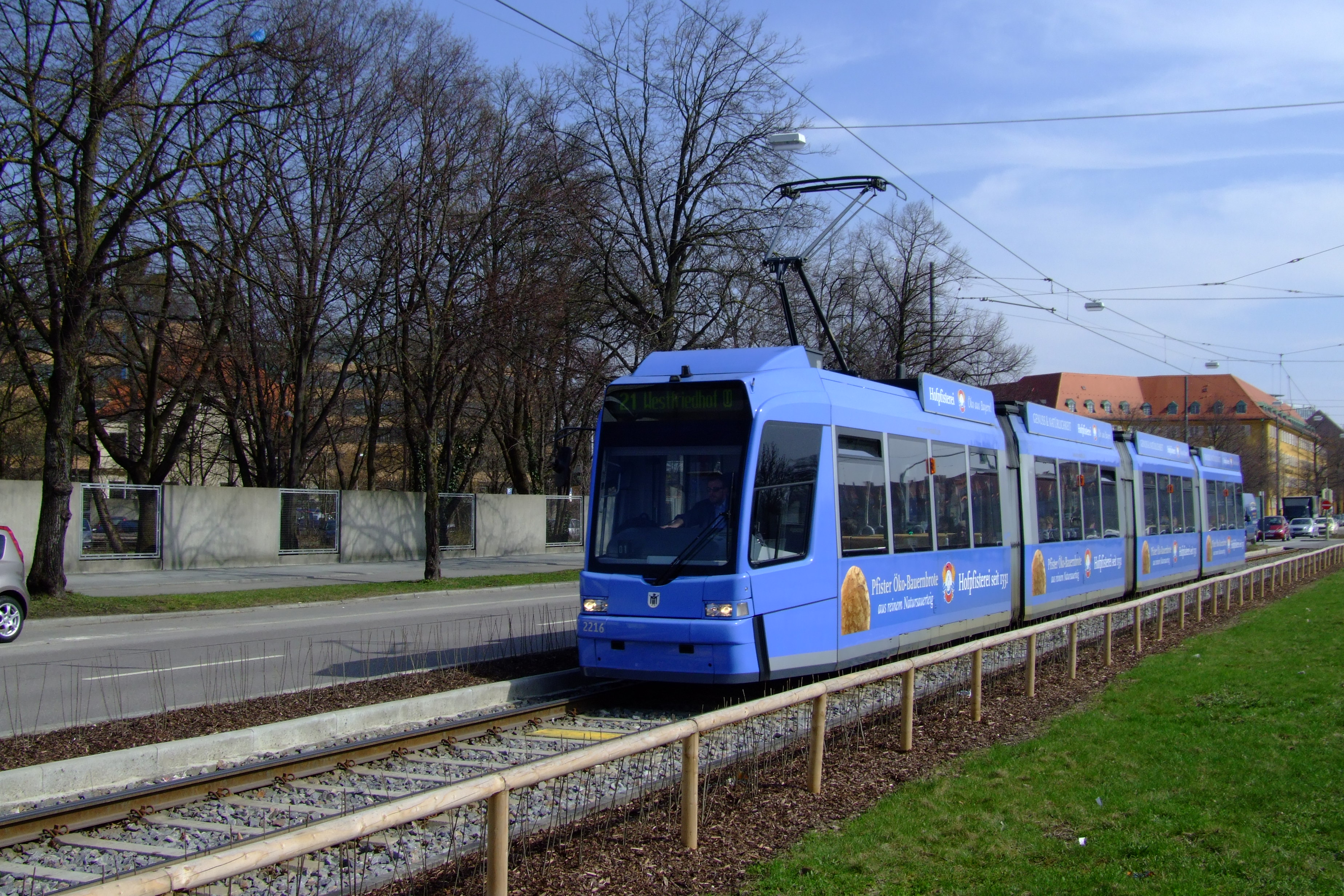
AEG-lagevloertram van de tweede generatie in München

### Tweede generatie
Adtranz heeft eind jaren negentig een tweede generatie op de markt gebracht die niet zo goed verkocht: alleen München en Neurenberg hebben dit type besteld. Behalve een vernieuwd uiterlijk, kent dit materieel ook een grotere afstand tussen de assen (2 meter in plaats van 1,85 meter) zodat de beenruimte van de stoelen boven de draaistellen vergroot kon worden. Een ander verschil is, dat er hier niet echt sprake is van een 4-delige tram (zoals die aan Bremen geleverd is), maar eerder van een dubbele 2-delige tram. In het midden zit namelijk een dubbel uitgevoerde geledingsconstructie, zodat de bewegingen van de voorste en achterste twee delen elkaar niet meer kunnen beïnvloeden. Hierdoor wordt het slingeren van de wagenbakken bij het in- en uitrijden van de bogen beperkt.

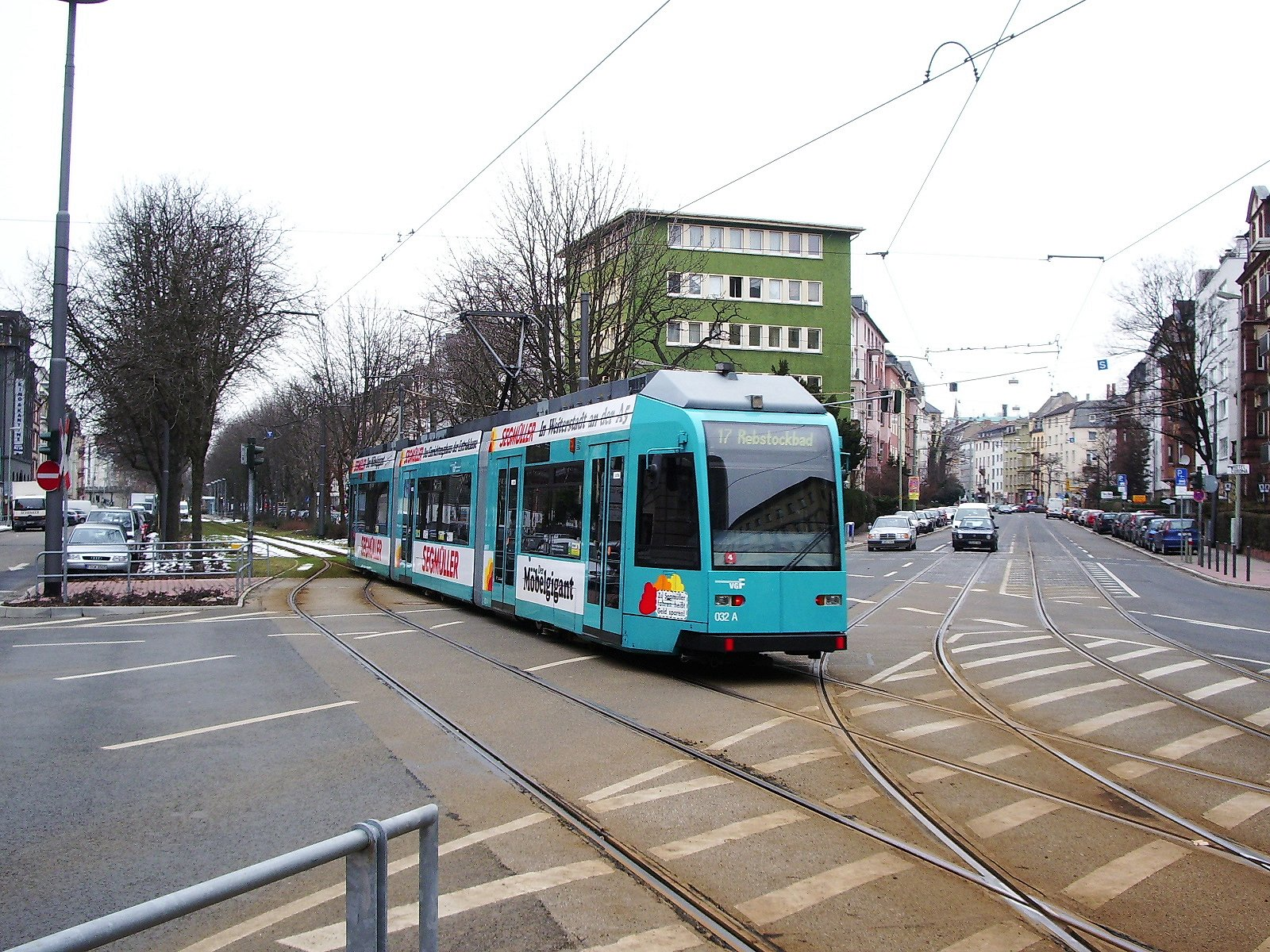
Typ R in Frankfurt am Main

## Concurrentie

### Typ R
Concurrent DUEWAG heeft in 1993 een vergelijkbare tram, Typ R, ontwikkeld voor het stadsvervoerbedrijf van Frankfurt am Main. Het belangrijkste verschil met de AEG-lagevloertram is het gebruik van compacte motoren in het wiel (zogenaamde wielnaafmotoren), zodat er geen apart geplaatste elektromotor met cardanas meer nodig is. Typ R had te kampen met veel technische problemen, waardoor het de producent nooit gelukt is om het railvoertuig ook aan andere steden te verkopen.

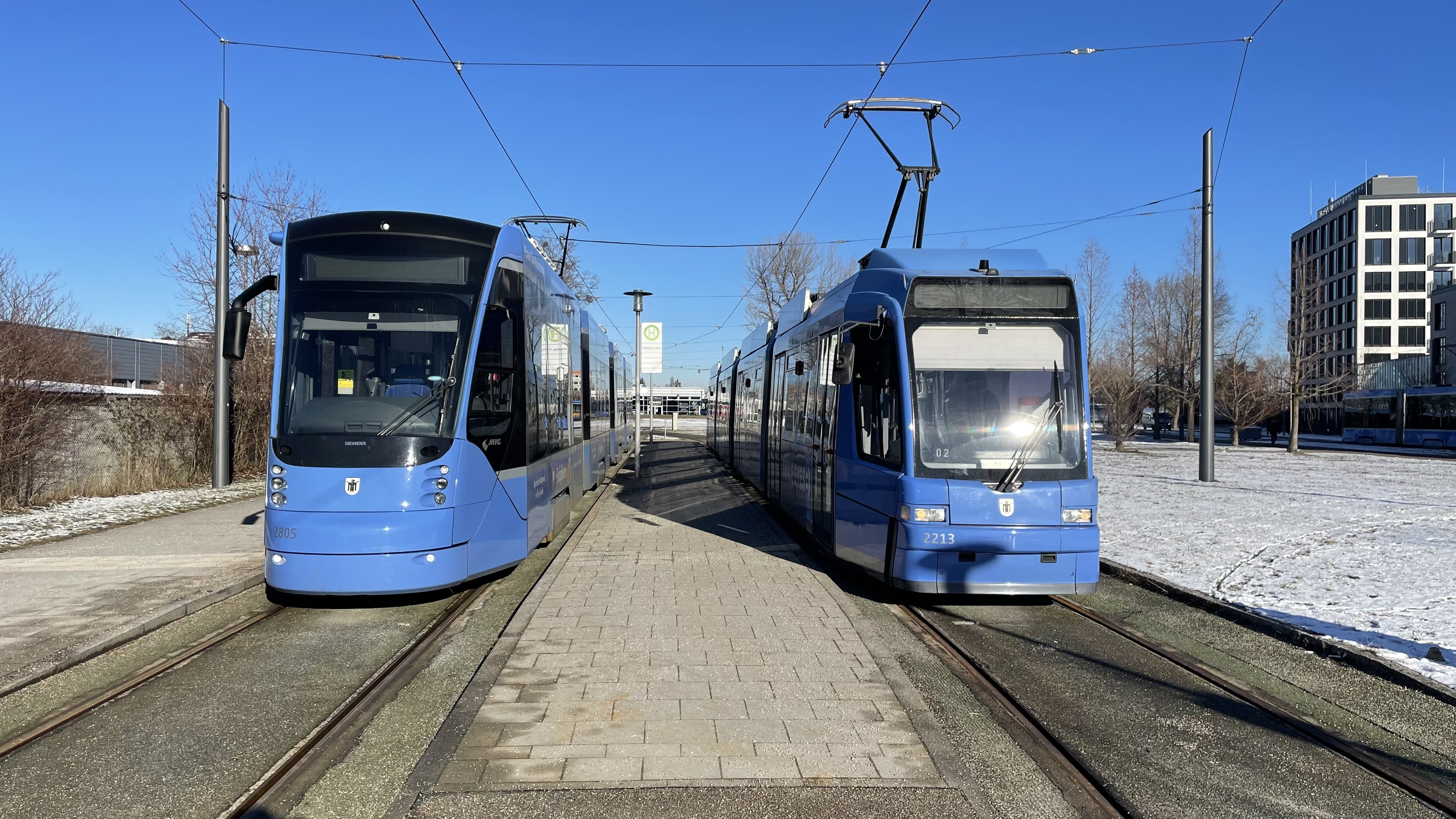
Avenio en AEG-lagevloertram in München

### Avenio
De Avenio van Siemens is een tram die dit concept volgt, de grootste bestellingen zijn gedaan door München en Den Haag. Dit type is (stand 2023) nog steeds in productie.

### Tramino
Ook enkele leveringen van de Tramino van Solaris volgen dit concept, de grootste bestelling is gedaan door Braunschweig.